# Sedlena Greda
Sedlena Greda är ett berg i Montenegro. Det ligger i den centrala delen av landet.
Landskapet består av kala bergstoppar och gräsmarker.